# 習志野市立第二中学校
習志野市立第二中学校（ならしのしりつ だいにちゅうがっこう）は、千葉県習志野市実籾一丁目にある公立中学校。通称は「二中」。1947年創立。「自ら学ぶ　人間性豊かで　たくましい生徒の育成」を教育目標に掲げる。

## 沿革
- 1947年5月 - 津田沼町立津田沼中学校として創立（現習志野市立津田沼小学校内）初代校長・桜井芳水以下16名の職員で津田沼小学校高等科の校舎に同居
- 1947年5月 - 津田沼町大久保旧陸軍連隊痕（泉町3丁目）に新校舎として移転
- 1947年9月 - 第2代校長・桜井武義着任
- 1948年4月 - 大久保旧陸軍部隊の戦車格納庫（泉町3丁目）を改造、専用校舎落成、第3代校長・檜貝留吉着任
- 1949年8月 - 津田沼町立第一中学校と津田沼町立第二中学校（現習志野市立第二中学校）に分離改称

- 1949年9月 - 津田沼町立第二中学校開校

- 1954年8月 - 習志野市成立に伴い習志野市立第二中学校と改称
- 1954年9月 - 第4代校長・田中丈介着任
- 1958年9月 - 習志野市立第二中学校と習志野市立実籾中学校が合併、第5代校長・三上文一着任。生徒数881名。校章、校旗、校歌の制定。
- 1958年11月 - 現在地にある新校舎（円形校舎）に移転
- 1960年1月 - 第1特別校舎完成
- 1961年4月 - 特殊学級を設置
- 1961年8月 - 体育館完成
- 1961年10月 - 第2特別校舎完成
- 1962年10月 - 第3校舎完成
- 1963年3月 - 校門完成
- 1965年2月 - 国旗掲揚塔完成
- 1966年3月 - 特殊学級用プレハブ3教室完成
- 1966年10月 - 第2運動場拡張
- 1968年3月 - プレハブ3教室増築
- 1969年4月 - 習志野市立第四中学校を分離
- 1970年4月 - 第6代校長・江波戸敏着任
- 1970年11月 - 鉄筋4階建て校舎増築
- 1972年8月 - プール完成
- 1973年4月 - 第7代校長・笹島進着任
- 1974年4月 - 第8代校長・稲垣麗着任

- 1974年5月 - 鉄筋4階建て校舎第2期増築完成、「二中をよくする会」発足

- 1975年5月 - 「二中をよくする会」を「二中後援会」と改称
- 1977年8月 - 鉄筋4階建て校舎第3期増築完成
- 1978年4月 - 習志野市立第五中学校と習志野市立第六中学校を分離、第9代校長・皆川績着任
- 1979年4月 - 円形校舎とりこわし、情緒障害児治療教室設置
- 1979年12月 - 円形校舎跡に管理棟完成
- 1982年4月 ‐ 第10代校長・三代川洋次郎着任

## 交通
- 京成本線京成大久保駅下車
- 京成本線実籾駅下車

## 著名な出身者
- 鈴木大地 - 元水泳選手（ソウルオリンピック金メダリスト）
- 小川淳司 -  元プロ野球選手（元東京ヤクルトスワローズ監督）
- 福浦和也 -  元プロ野球選手（千葉ロッテマリーンズコーチ）
- 田村藤夫 -  元プロ野球選手
- 岩田涼太 - だいにぐるーぷ